# 413

## Hlavy států
- Papež – Inocenc I. (401–417)
- Východořímská říše – Theodosius II. (408–450)
- Západořímská říše – Honorius (395–423)
- Perská říše – Jazdkart I. (399–421)
- Vizigóti – Athaulf (410–415)
- Vandalové – Gunderich (407–428)